# Eigg
Eigg (Eige en gaèlic) és una petita illa de les Hèbrides Interiors situada a la costa nord-oest d'Escòcia. Aquesta illa forma part de l'arxipèlag de les Small Isles («illes petites»). Està ubicada al sud de l'illa de Skye i al nord de la península de Ardnamurchan. Eigg té nou quilòmetres de llarg en direcció nord-sud, i cinc en direcció transversal.

## Geografia
Eigg està situada al sud-est de l'illa de Rùm, separada d'aquesta per l'estret de Rùm, i al nord-est de Muck, de la que la separa l'estret d'Eigg. L'illa forma part del comtat de Lochaber.
El port d'Eigg és Galmisdale, situat a la costa sud-est, tot i que el poble principal és Cleadale emplaçat a la costa nord-oest. Cleadale i el port estan enllaçats per una carretera, l'única existent a l'illa. Cleadale és conegut per la seva platja de sorra de quars anomenada la sorra cantadora a causa del soroll que fan els grans d'arena quan s'hi camina per sobre.
Al centre de l'illa hi ha un altiplà recobert de landa i de bruc. El punt més alt és l'Ann Sgùrr, una massa de roca volcànica envoltada de penya-segats per tres dels seus costats. Quan fa bon temps, la vista des del cim et dona un panorama magnífic de les illes de Mull, Coll, Muck, Rùm, Skye, de les Hèbrides Exteriors i de les muntanyes de Lochaber d'Escòcia.

## Història

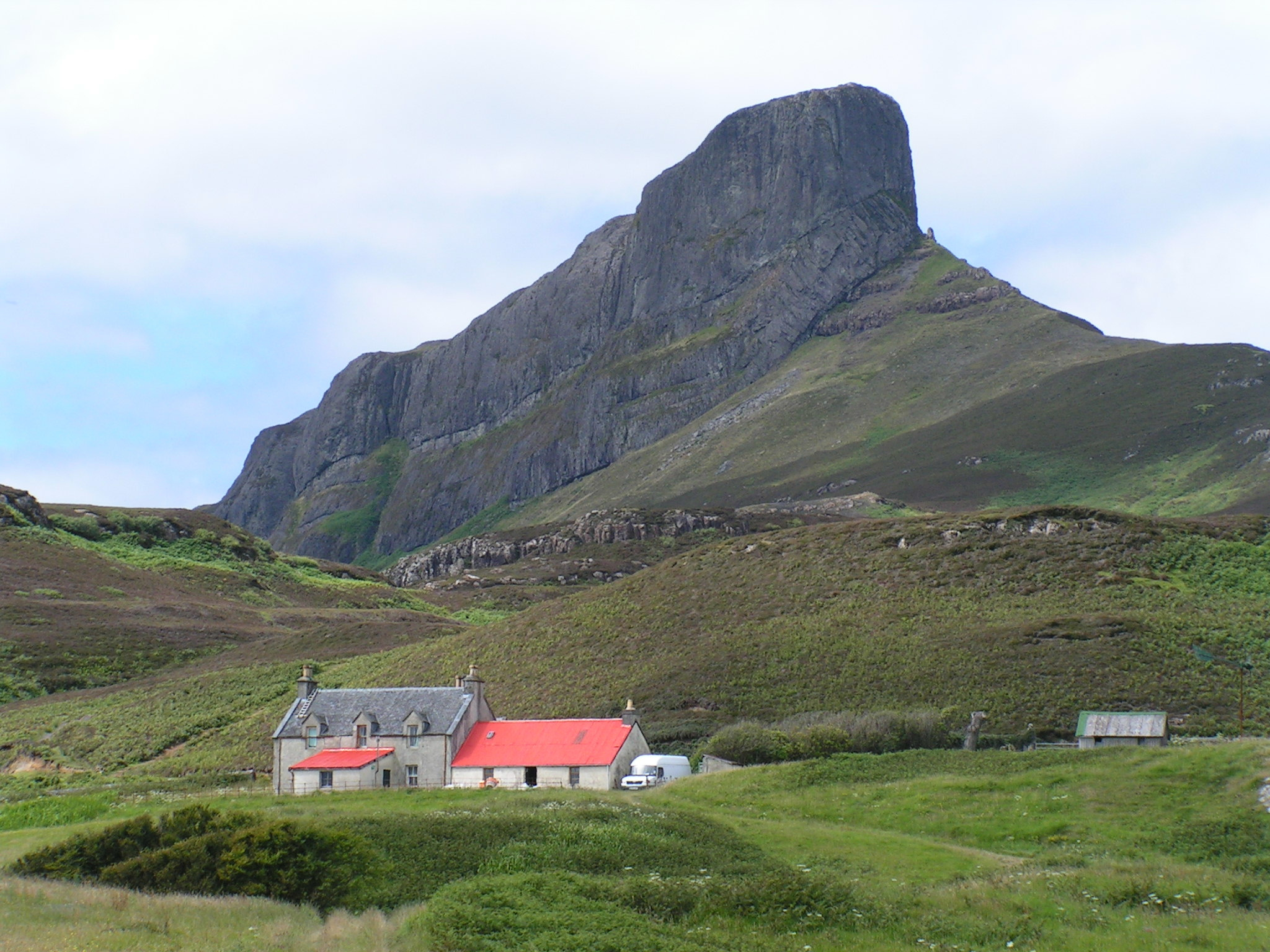
Ann Sgùrr, punt culminant de l'illa d'Eigg.

Eigg fou habitada ja a l'edat del bronze i a l'Edat de ferro, tal com ho documenten les restes trobades de campaments.
El monestir de Kildonann fou construït pel missioner irlandès, Sant Donnan. Ell i els seus monjos foren massacrats el 617 per ordre de la reina picte local. Durant l'edat mitjana, l'illa pertanyé a Ranald MacDonald. Una guerra d'aquesta família amb els MacLeods provocà l'anihil·lació de tots els seus habitants; moriren ofegats dins d'una caverna a causa del fum d'un foc encès pel clan advers.
El 1997 l'Eigg Heritage Trust, una fundació per a la protecció del patrimoni va comprar Eigg, resultat d'una col·laboració entre els habitants de l'illa, el «Highland Council» i el «Scottish Wildlife Trust». La població era llavors de seixanta persones.